# 윙팁

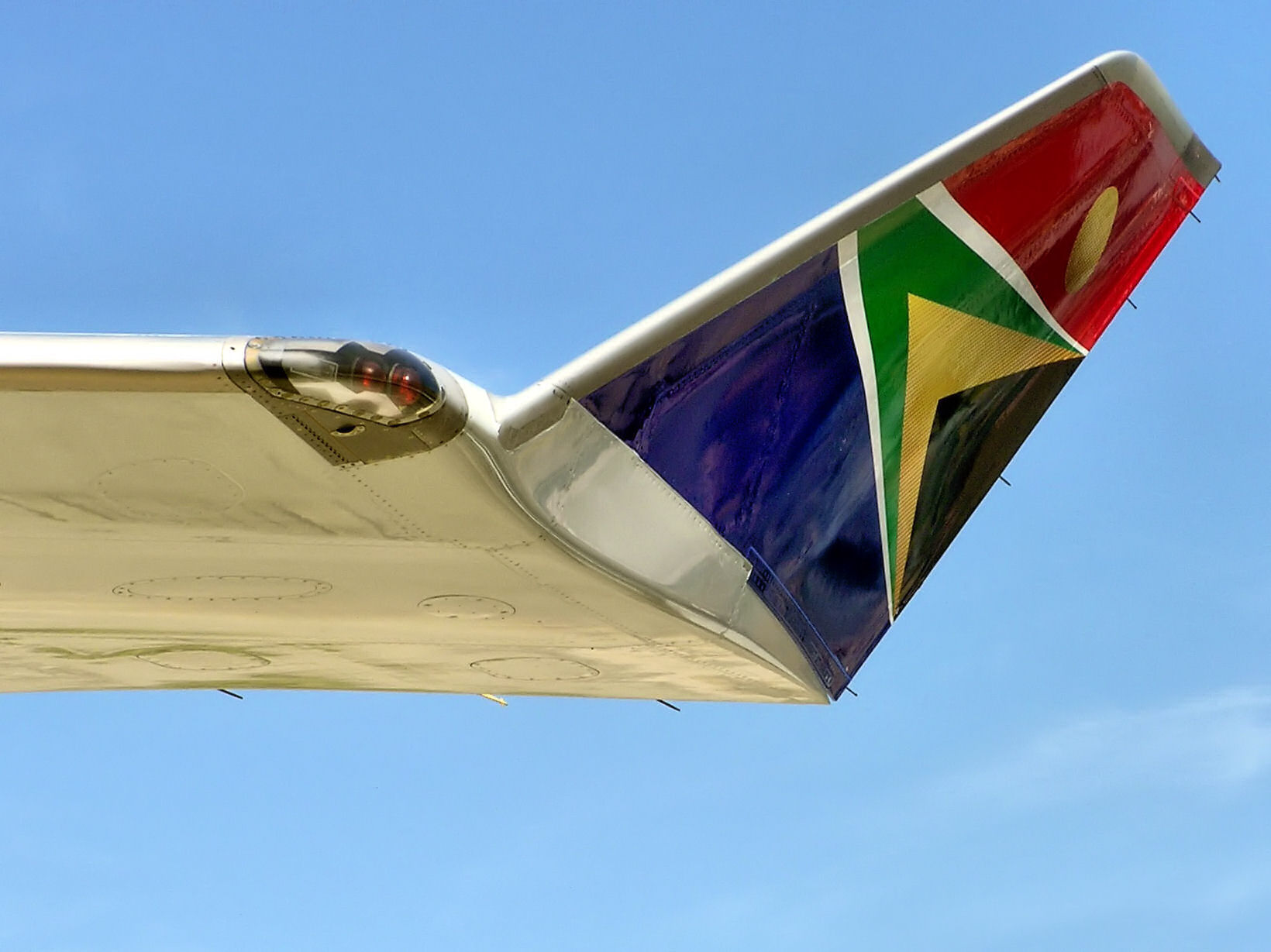
남아프리카 항공 보잉 747-400의 윙팁

윙팁(wingtip)은 항공기의 날개 끝을 의미한다.
윙팁의 형상은 항공기의 유도항력에 많은 영향을 미치기 때문에 중요한 설계 요소중 하나다.
대표적인 윙팁 형상은 다음과 같다.
- 단순윙팁
- 수직판(End Plate)
- 경사윙팁(Raked Wing Tip)
- 윙렛
- 윙팁펜스(Wing Tip Fence)

## 같이 보기
- 윙렛